# Krbava (Udbina)
Krbava falu Horvátországban, Lika-Zengg megyében. Közigazgatásilag Udbinához tartozik.

## Fekvése
Gospićtól légvonalban 24 km-re, közúton 40 km-re keletre, községközpontjától légvonalban 12 km-re, közúton 21 km-re északnyugatra, a Korbavamező közepén, az azonos nevű patak partján fekszik.

## Története
A mai Krbava falu nem azonos a középkori Krbavával, a korbáviai grófság székhelyével, melynek romjai Udbina határában Karaula nevű hegy tetején állnak és ahonnan a grófság székhelyét később az Udbina feletti Gradina nevű hegy tetején állt várba helyezték át. A korbáviai püspökség székhelye sem itt volt, hanem az udbinai Kálváriahegyen, ahol 1829-ben a székesegyház romjait meg is találták. A mai települést csak 1953-óta nevezik Krbavának, mivel a Krbava-patak partján keletkezett amikor a török kiűzését követően 1697-ben pravoszláv vallású vlachokat telepítettek ide, akik később szerbeknek vallották magukat.
A falut korábban Pišaćnak hívták. A fölötte emelkedő Gradina nevű hegyre a középkorban várat építettek. Építtetője valószínűleg a Gusić nemzetség volt amelynek a Korbava ezen részén voltak a birtokaik. A török 1527-ben ezt is elfoglalta és török őrség volt benne egészen 1689-ig a térség felszabadulásáig. Ezután a katonai határőrvidékhez tartozott, de miután jelentősége megszűnt elhagyták és azóta rom. A falunak 1857-ben 719, 1910-ben 631 lakosa volt. A trianoni békeszerződés előtt Lika-Korbava vármegye Udbinai járásához tartozott. Ezt követően előbb a Szerb-Horvát-Szlovén Királyság, majd Jugoszlávia része lett. 1943. február 23-án a bevonuló usztasák húsz, főként idős helyi szerbet gyilkoltak meg, a házakat felgyújtották. 1991-ben lakosságának 92 százaléka szerb nemzetiségű volt. A falunak 2011-ben 37 lakosa volt.

## Lakosság
| Lakosság változása | Lakosság változása | Lakosság változása | Lakosság változása | Lakosság változása | Lakosság változása | Lakosság változása | Lakosság változása | Lakosság változása | Lakosság változása | Lakosság változása | Lakosság változása | Lakosság változása | Lakosság változása | Lakosság változása | Lakosság változása | Lakosság változása |
| ------------------ | ------------------ | ------------------ | ------------------ | ------------------ | ------------------ | ------------------ | ------------------ | ------------------ | ------------------ | ------------------ | ------------------ | ------------------ | ------------------ | ------------------ | ------------------ | ------------------ |
| 1857               | 1869               | 1880               | 1890               | 1900               | 1910               | 1921               | 1931               | 1948               | 1953               | 1961               | 1971               | 1981               | 1991               | 2001               | 2011               | 2021               |
| 719                | 774                | 584                | 622                | 635                | 577                | 631                | 602                | 383                | 380                | 328                | 248                | 183                | 134                | 38                 | 37                 | 35                 |

(1857-től 1880-ig, valamint 1948-ban Pišač, 1890-től 1931-ig Pisač, 1953-tól Krbava néven.)

## Nevezetességei
Pišać várának csekély maradványai a falu feletti 704 méter magas Gradina nevű hegyen egy nagy kiterjedésű fennsíkon, a Mekinjar – Podlapača útkereszteződés közelében találhatók. Mára a várnak felszíni nyoma nem maradt. Köveit nagy valószínűséggel a környező lakosság hordta el építőanyagnak. Az egykori falak irányára csak a terepalakulatok formájáról lehet következtetni. A vár alaprajza téglalap alaprajzú, északkelet-délnyugati tájolású. Magját egy mintegy öt méter átmérőjű torony képezte, mely a várudvart övező déli fal közepén állt. Kapuja az északnyugati sarokban nyílhatott. A nagy kiterjedésű fennsík közepén álló vár körül, árkolásnak, sáncolásnak nyoma sincs.